# 보르프 도르프–보르프라우펜 철도
보르프 도르프–보르프라우펜 철도(Worb Dorf-Worblaufen Railway)는 스위스 베른주의 11.19km 길이, 미터궤와 전철 노선이다. 이 노선은 현재 베른-졸로투른 지역교통(RBS)에서 운영하고 있다.

## 역사
보르프에서 이티겐을 경유하여 파피어뮐레스트라세(오늘날 귀상 광장)까지의 경로와 당시 이티겐과 풀베르파브리크 사이의 지선이었던 곳에서 BZB 경로 풀베르파브리크–보르프라우펜과 연결되어 있던 곳이 1913년 8월 23일 보르플렌 계곡 철도에 의해 개통되었다. 이티겐에서 보르프라우펜까지의 당시 지선의 여객 수송은 1923년과 1974년 사이에 중단되었고 순전히 화물 노선으로 사용되었다. 베른 종점을 베른 중앙역 아래 터널역으로 이전함에 따라 귀상 광장(코른하우스)로 향하는 이티겐 노선이 중단, 종료되었다.
보르프라우펜-파피어뮐레-이티겐 구간은 1968년과 1985년 사이에 단계적으로 재건되었으며, 도로에서 멀어졌고 2007년까지 복선으로 확장되었다. 보르프라우펜–풀베르파브리크 구간(나중에 BKW 주유소, 오늘날 콘크리트 작업 사이딩)은 원래 베른–촐리코펜 철도(BZB)에 의해 건설되었으며 보르플렌탈 철도(WT)에 의해 1913년에 풀베르파브리크–이티겐 라인이 개통되었다. 1923년부터 1969년까지 이 구간에는 여객 수송이 없었으며, 당시에는 광범위한 측벽까지 화물 수송에만 사용되었다.
1972년이 되어서야 보르프라우펜 콘크리트 공장이 사이딩으로 문을 열었고, 다이스빌 판지 공장이 2010년에 폐쇄되고, 운송량이 붕괴된 후 2012년까지 마지막으로 제공되었다. 오늘날 콘크리트 작업의 트랙은 여전히 RBS 건설 서비스에서 사용된다. 밸러스트, 레일, 침목 및 기타 재료가 포함된 표준궤 왜건은 여전히 그곳으로 가져올 수 있다.
여객 교통의 경우, 노선은 1974년부터 2004년까지 W선으로 운행되었으며, 이티겐으로 가는 짧은 열차는 빨간색으로 그어진 선 신호로 표시되었다. 보르프 도르프로 향하는 경로는 현재 베른 S-반에 통합된 S7 라인을 통해 제공된다. 보르프라우펜에서 출발하는 모든 열차는 스위스 연방 도시인 베른으로 가는 복선로를 계속 운행한다.

### 사고
1985년 4월 26일 데이스빌 인근에서 열차 2대가 충돌해 4명이 숨지고 16명이 다쳤다. 베른에서 온 기차는 보르프에서 오는 기차가 건너기를 기다리지 않았다. 사고 후 ZSL 90 열차 보호 시스템은 막대한 비용을 들여 개발되었다.

## 경로
노선은 남부 베른-보르프 도르프선이 끝나는 보르프 도르프역에서 시작된다. 보르프라우펜역에서는 베른-운터촐리코펜과 졸로투른-보르프라우펜선을 만난다.
운영 센터는 창고가 있는 보르프라우펜, 보르프 도르프와 보르프보덴에는 정비창도 있다.
특별한 특징으로 BKW와 보르프라우펜(-오버촐리코펜) 사이의 구간은 화물 운송을 위한 3개의 레일 트랙으로 설계되었다.